# Microrégion de Conceição do Araguaia

Localisation de la microrégion de Conceição do Araguaia

La microrégion de Conceição do Araguaia est l'une des sept microrégions qui subdivisent le Sud-Est de l'État du Pará au Brésil.
Elle comporte 4 municipalités qui regroupaient 115 950 habitants en 2006 pour une superficie totale de 31 195 km2.

## Municipalités[1]
- Conceição do Araguaia
- Floresta do Araguaia
- Santa Maria das Barreiras
- Santana do Araguaia